# Marcus Wiebusch
Marcus Wiebusch (né le 18 juin 1968 à Heidelberg, en Basse-Saxe) est un musicien de guitariste allemand de pop et rock. Il se fait connaître en tant que leader du groupe de rock indépendant Kettcar et cofondateur du label discographique indépendant Grand Hotel van Cleef.

## Biographie

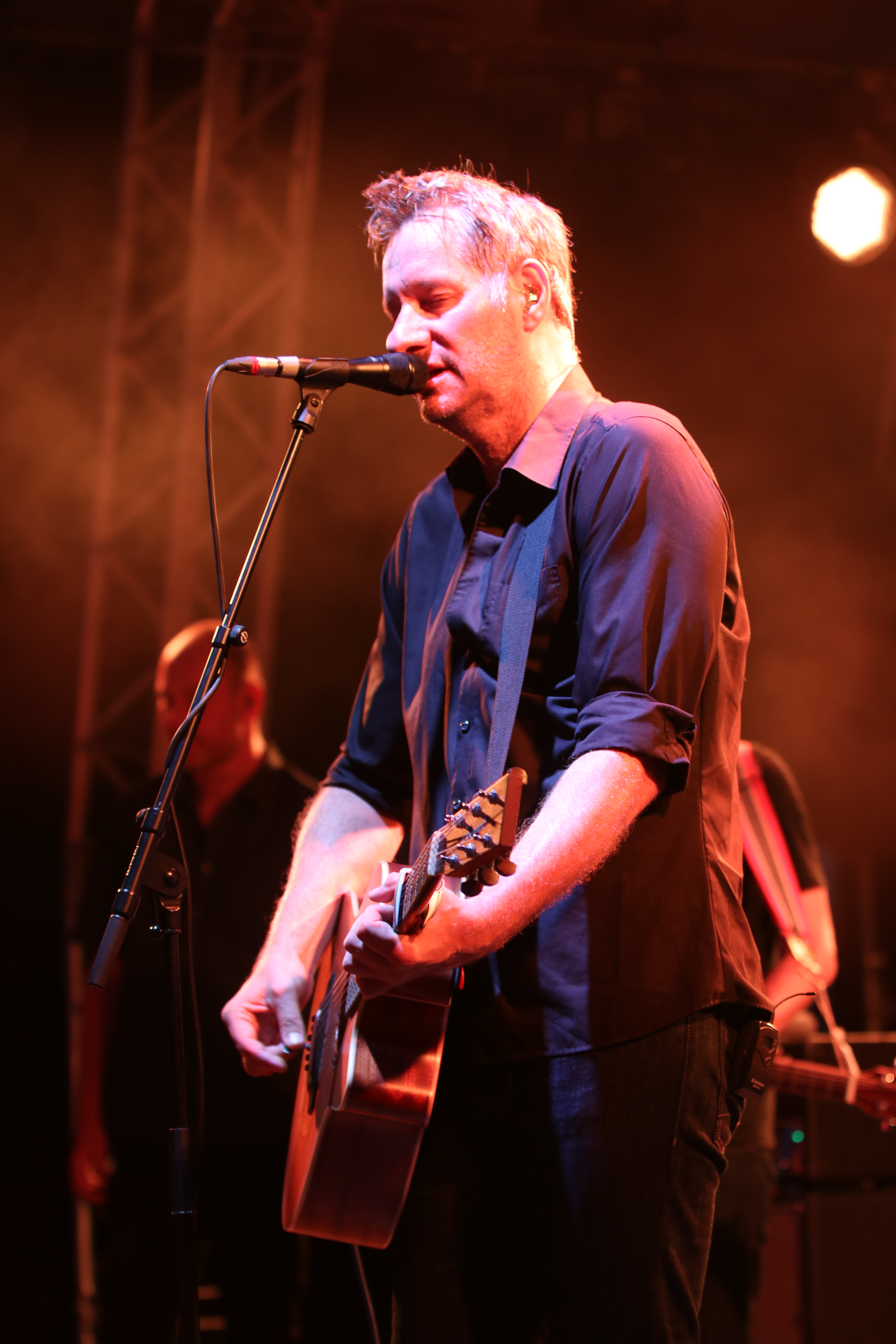
Marcus Wiebusch en 2018.

Marcus Wiebusch fait ses débuts dans la musique au sein des groupes de punk rock Die vom Himmel fielen et Utell a Lie, qui étaient plutôt des projets secondaires du groupe punk conscient ...But Alive, dans lequel il est actif entre 1991 et 1999 en tant que chanteur, guitariste et auteur-compositeur. En 1994, alors qu'il est encore membre de ...But Alive, il produit son album solo Hippiekacke, sorti sous forme de cassette audio, mais dont il n'aurait pas été satisfait. La même année, il écrit les paroles de la chanson Aufrecht gehen de Slime. En 1995, il rejoint également le groupe hambourgeois de ska Rantanplan, dans lequel il était également guitariste, chanteur et auteur-compositeur. La même année, il fonde son propre label, B.A. Records, sur lequel des groupes comme Tomte, Rantanplan, The Weakerthans et ...But Alive publient leurs disques dans les années qui suivent. En 1996, il organise la première tournée européenne du groupe punk canadien Propagandhi.
Après la séparation de ...But Alive en 1999, il reste brièvement avec Rantanplan, mais forme en 2001 le groupe de rock indépendant Kettcar avec le bassiste Reimer Bustorff, qui avait également quitté Rantanplan. Avec Kettcar, Wiebusch publie les albums Du und wieviel von deinen Freunden (2002), Von Spatzen und Tauben, Dächern und Händen (2005), Sylt (2008), Zwischen den Runden (2012), Ich vs. Wir (2017) ainsi que Gute Laune ungerecht verteilt (2024).
En 2003, Wiebusch termine ses études en sciences de l'éducation avec une thèse sur l'importance de la musique populaire pour le développement des jeunes et les opportunités pour le travail culturel avec les jeunes. Après la fin de ...But Alive, il fait fusionner son propre label B.A. Records avec le label Grand Hotel van Cleef, fondé avec Thees Uhlmann (Tomte) et Reimer Bustorff. Il est considéré comme le découvreur d'Uhlmann/Tomte et d'Olli Schulz. Il apprend la guitare à Schulz, le fait signer chez Grand Hotel van Cleef et réalise les clips musicaux Der Moment et Die Ankunft der Marsianer. Il est en outre considéré comme le découvreur de Death Cab for Cutie et The Weakerthans pour le marché allemand,. Dans le film Keine Lieder über Liebe (2004), Wiebusch joue le guitariste du Hansen Band, créé pour le film. Il est le superviseur musical du film, forme le groupe, participe à la composition de la bande originale et devient le coach vocal de Jürgen Vogel, qui est le chanteur du Hansen Band dans le film. La sortie du film à l'automne 2005 est également l'occasion d'une tournée unique de concerts du Hansen Band
En 2006, Marcus Wiebusch enregistre avec Fettes Brot, Bela B. et Carsten Friedrichs du groupe Superpunk le morceau Fußball ist immer noch wichtig !. Le 19 avril 2013, à l'occasion du Record Store Day 2013, l'EP Hinfort ! Feindliche Macht en vinyle et en version numérique.
Le premier album solo de Wiebusch, Konfetti, sort le 18 avril 2014. À partir du titre Der Tag wird kommen, il développe un court-métrage financé par financement participatif et consacré au thème de l'homophobie dans le football. Le film suscite un écho médiatique, et est généralement très bien accueilli. Des groupes de supporters de plusieurs clubs de football participent également au tournage. Le 26 novembre 2014, Wiebusch remporte deux fois le prix musical Hans de Hambourg. Il est honoré dans les catégories « artiste de l'année » et reçoit le prix de la « chanson de l'année » pour Der Tag wird kommen.

## Discographie

### Albums studio
- 2014 : Konfetti (9e place des charts allemands[12], 41e en Autriche[13])

### EP
- 2013 : Hinfort! Feindliche Macht

### Singles
- 2014 : Was wir tun werden